# Savage genius

savage genius는 일본의 음악 그룹이다. 멤버 2명 모두 효고현 고베시 출신으로, 2001년 <AXIA Artist Audition AXIA상>을 수상했고, 싱글 <오렌지>(Orange) 로 데뷔했다. 연음 그룹/워너 뮤직 재팬(Warner Music Japan Inc) 빅터 엔터테인먼트(Victor Entertainment Inc) 소속이다.

## 멤버
- ああ (보컬, 작사)
- takumi (작곡, 편곡, 프로듀서, 기타)

## 디스코그래피
savage genius의 음반은 한국에는 발매되지 않았다. 아래 발매 날짜는 일본의 발매 날짜이다.

### 싱글
- 2002년 2월 27일 오렌지 (Orange)
- 2002년 6월 12일 恋 (A Heart in Love)
- 2004년 10월 21일 想いを奏でて (Playing My Thoughts)
- 2005년 5월 11일 Forever...
- 2005년 7월 6일 Take a chance.
- 2006년 4월 19일 祈りの詩 (Poem of Prayer)
- 2006년 12월 21일 あいぞめ～二籠 (lit. Indigo dye)

### 앨범
2006년 7월 6일 風の結晶(Crystals of Wind)
1. 프롤로그 0:38
2. Into the Sky ~kaze no kesshou~ 4:04
편곡: 신지 카키시마(Kakishima Shinji) & 케이이치 노자키(Nozaki Keiichi)
3. 想いを奏でて 3:33
편곡: 타쿠미(Takumi) & 노자키 케이이치(Nozaki Keiichi)
4. Still I Love You. 4:09
편곡: 코레나가 코우이치(Korenaga Kouichi)
5. 雨あがり 3:38
편곡: 노자키 케이이치(Nozaki Keiichi)
6. 祈りの詩 (Album mix) 3:55
편곡: 스즈키 다이치 히데유키(Suzuki Daichi Hideyuki)
7. あたしのすべて(All of Me) ~Die for You~ 6:05
편곡: 카키시마 신지(Kakishima Shinji)
8. Butterfly 3:19
편곡: 노자키 케이이치(Nozaki Keiichi)
9. いつか溶ける涙 4:16
편곡: 타쿠미(Takumi) & 노자키 케이이치(Nozaki Keiichi)
10. 三日月だけ,(Only the Crescent Moon)}} 4:20
편곡: 타쿠미(Takumi)
11. Take a Chance. 3:43
편곡: 미즈시마 야스타카(Mizushima Yasutaka)
12. 四月(April) 5:18
편곡: 노자키 케이이치(Nozaki Keiichi) & 카키시마 신지(Kakishima Shinji)
13. Forever... 4:49
편곡: 스즈키 다이치 히데유키(Suzuki Daichi Hideyuki)
14. 夢のあとさき(Before and After the Dream) 6:01
편곡: 타쿠미(Takumi)

### 기타
그대의 이름 (만화 'NANA' 이미지 송)